# Molène faux-phlomis
Pour les articles homonymes, voir Molène.
Verbascum phlomoides
Espèce
Classification APG III (2009)
La molène faux Phlomis (Verbascum phlomoides), appelée aussi blanc de mai ou bouillon-blanc, est une plante de la famille des Scrophulariaceae, commune dans les champs incultes, sur les bords des routes, sur les décombres ensoleillés[Où ?].
Espèce évaluée sur Liste rouge européenne de l'UICN, ainsi que dans de nombreuses régions de France par l'INPN.

## Caractères généraux
C'est une plante bisannuelle à racine pivotante et à feuillage tomenteux.
Rosette de grosses feuilles velues de couleur gris-vert d'où partent une ou plusieurs tiges dressées pouvant atteindre 1 à 2 mètres terminées par un épi terminal très long composé de nombreuses fleurs jaunes à divers stades (graines, fleurs et boutons à l'extrémité).
Les fleurs ont un calice à 5 sépales, 5 pétales et 5 étamines dont 2 longues et 3 courtes.
Les fruits sont des capsules ellipsoïdales à semences rugueuses.

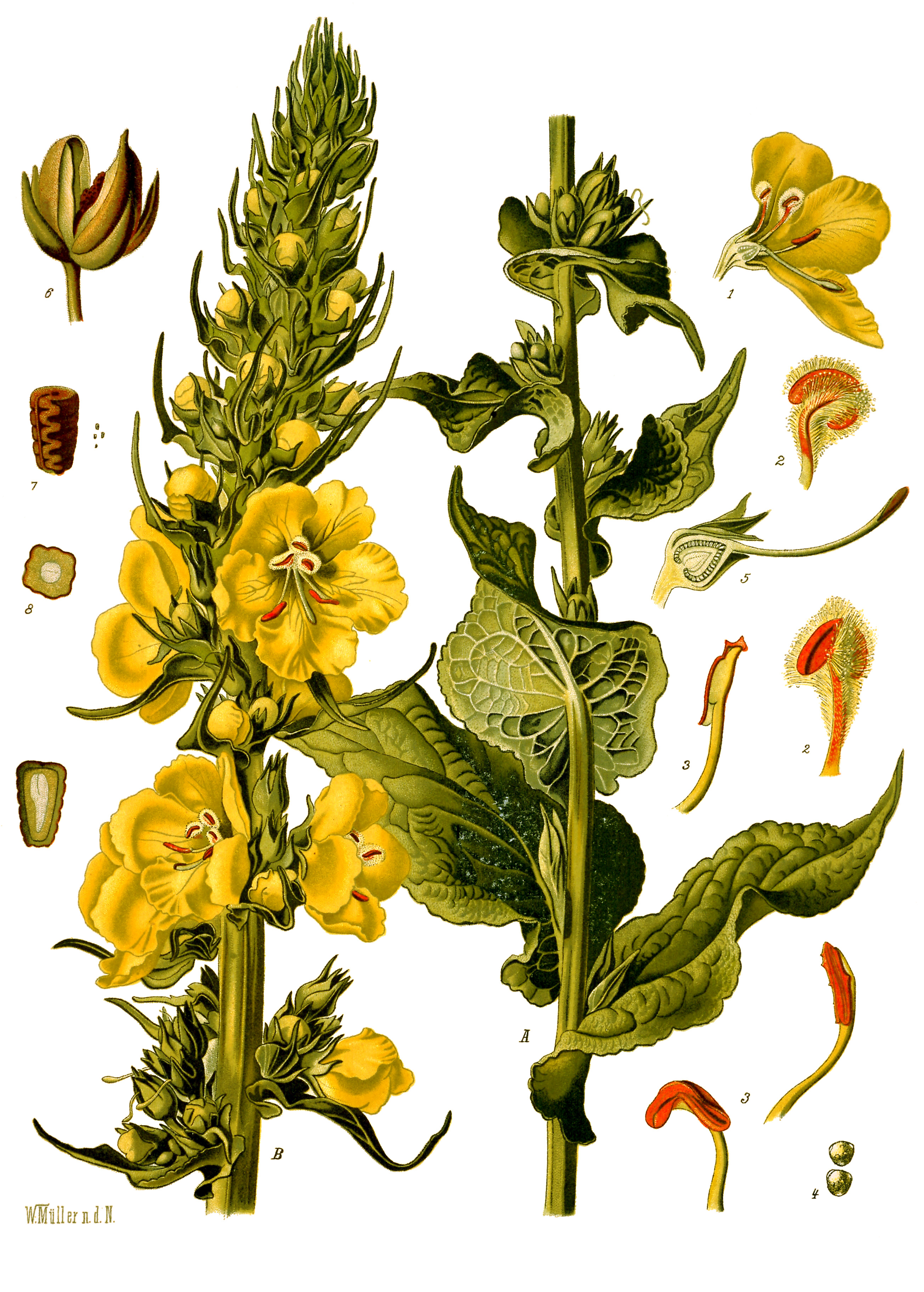
Planche botanique
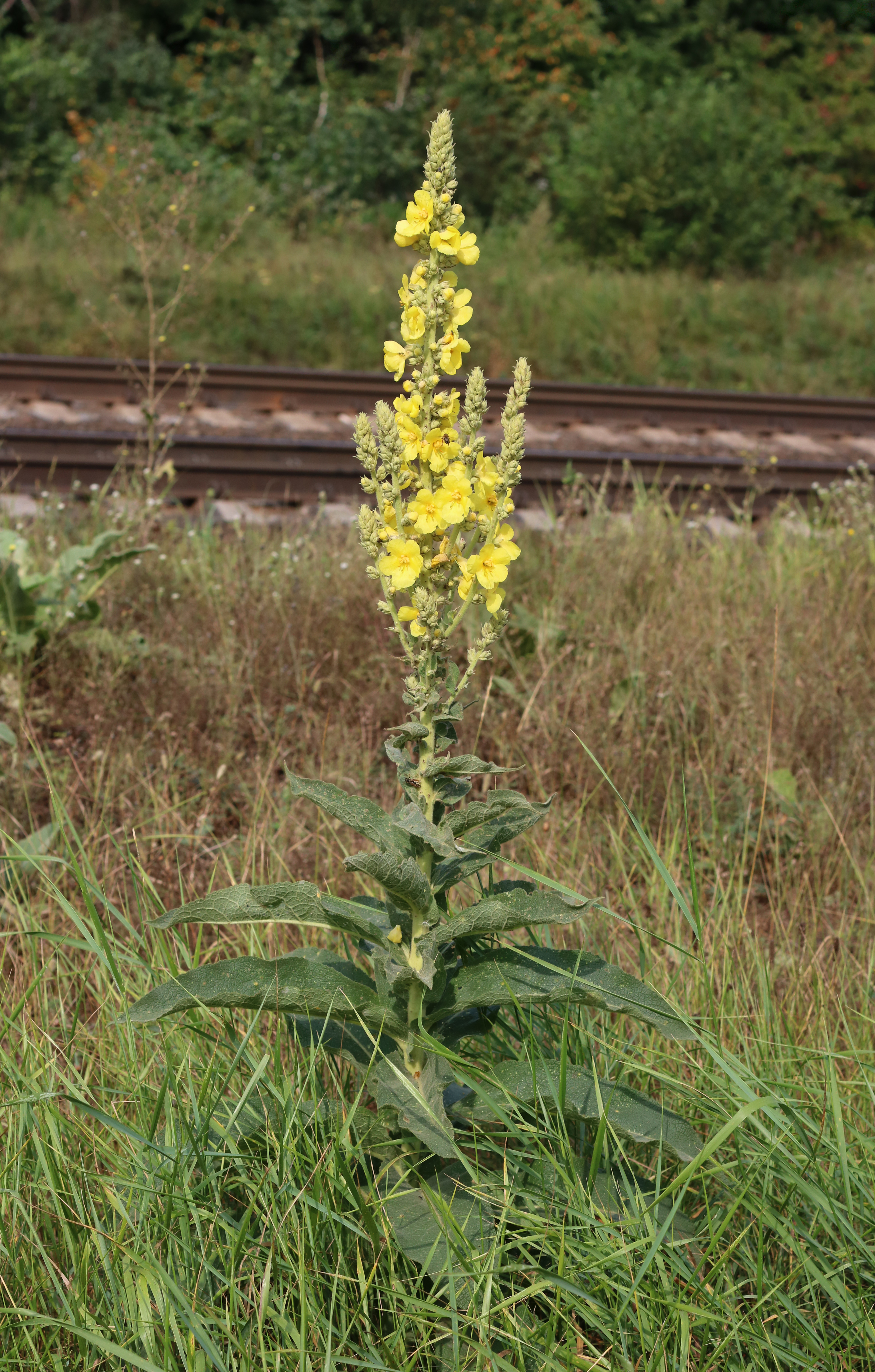
Port de la plante adulte
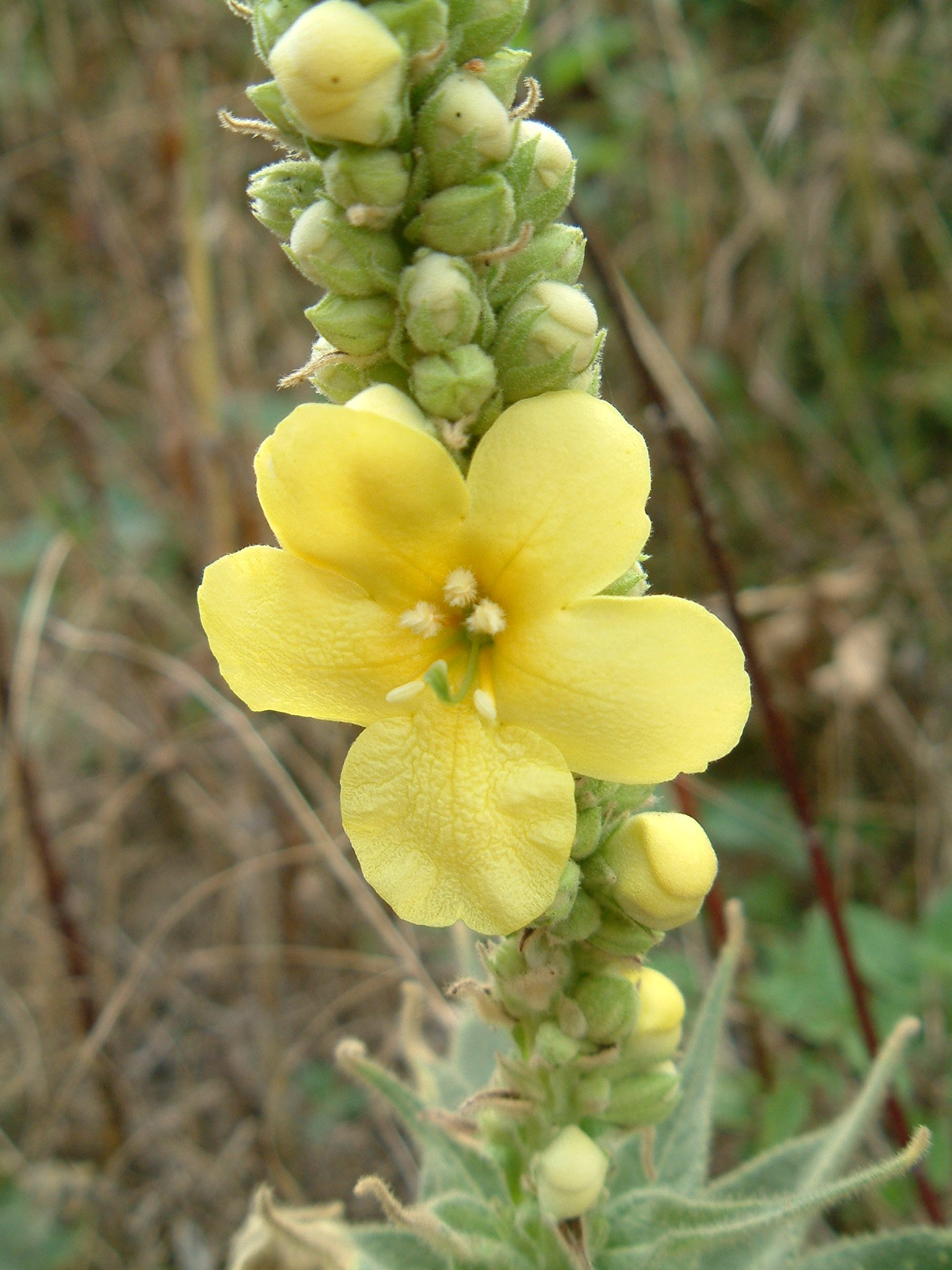
Fleurs
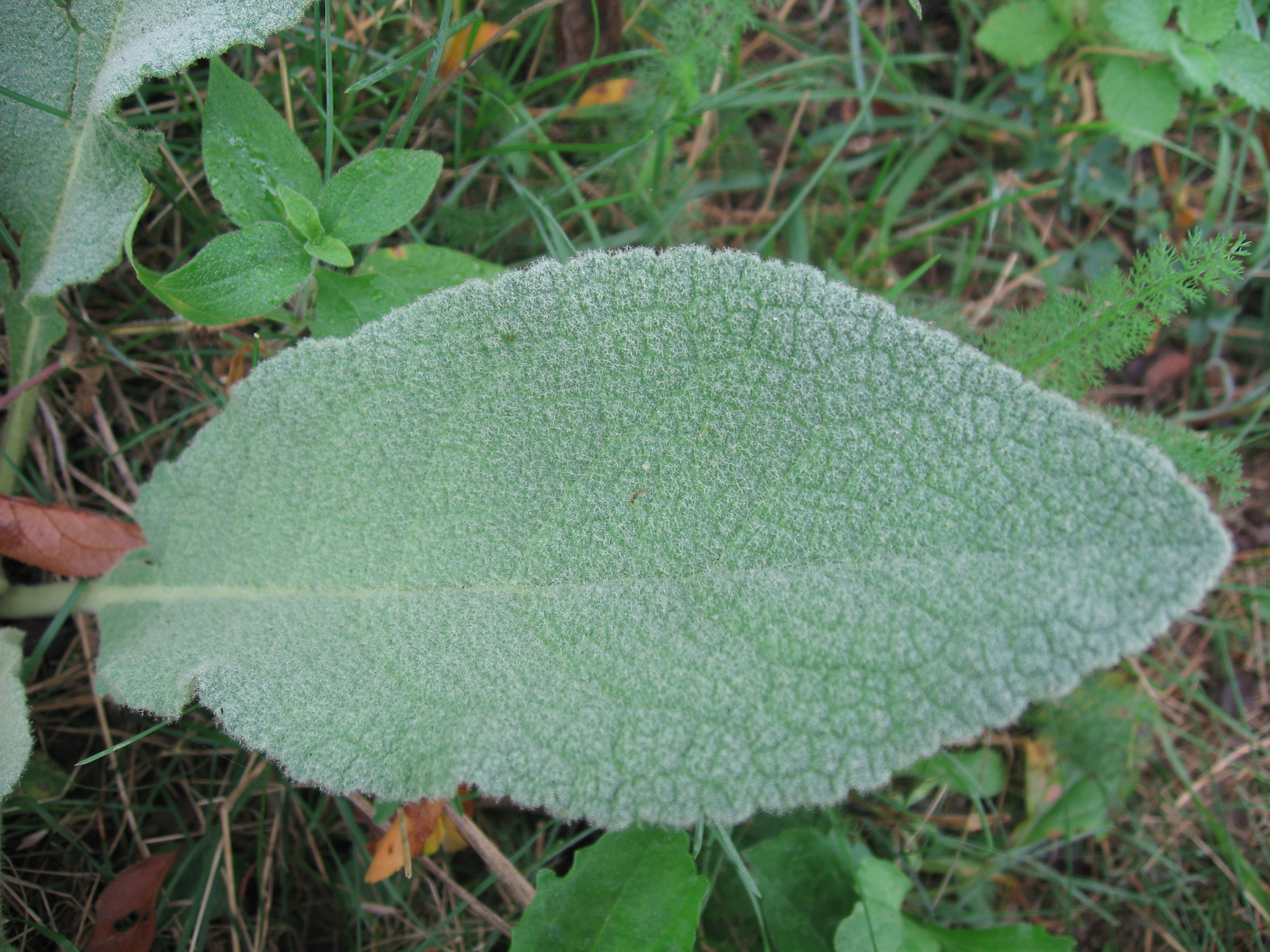
Feuille

## Composants chimiques
Pigment jaune, sucres, acide thapsique, du mucilage, verbascosaponine, inosite, cires, traces d'huile essentielle.

## Culture
Semis en place de mars à juin ou en pépinière avec mise en place des plants à l'automne. Sauvage, elle se récolte en été.
Il est aussi possible de diviser les pieds en prélevant des éclats.

## Pharmacopée
- Parties utilisées : fleurs, mais aussi feuilles, graines.
- Propriétés : émolliente, anti-inflammatoire (hémorroïdes), antispasmodique.

Sa fleur est très utilisée dans les inflammations de la gorge, des poumons et des intestins.
Ses feuilles séchées sont utilisées en infusion pour leurs propriétés adoucissantes et pectorales ; fumée, elle procure un soulagement aux asthmatiques. Les graines contiennent une huile efficace sur les gelures et les crevasses de la peau.
Attention: filtrer les préparations pour éliminer les poils irritants dont est recouverte la plante.